# Mount Gimie Waterfall
Die Mount Gimie Waterfall ist ein Wasserfall auf der Karibikinsel St. Lucia. 

## Geographie
Der Wasserfall ist einer der höchsten Wasserfällen in St. Lucia. Er ist eines der Wanderziele im Quarter (Distrikt) Soufrière an der Grenze zum Quarter Anse-la-Raye (früher: Canaries). Er liegt auf einer Höhe von ca. 540 m an einem Quellbach des Canaries River am Mount Gimie.